# 里奇蒙山 (喬治亞州)
里奇蒙山（英語：Richmond Hill）是一個位於美國喬治亞州布賴恩縣的城市。

## 地理
里奇蒙山的座標為31°56′17″N 81°18′49″W / 31.93806°N 81.31361°W，而該地的平均海拔高度為6米（即20英尺）。

## 人口
根據2010年美國人口普查的數據，里奇蒙山的面積為37.90平方千米，當中陸地面積為37.40平方千米，而水域面積為0.50平方千米。當地共有人口9281人，而人口密度為每平方千米244人。